# خوان پابلو مونتز
خوان پابلو مونتز (اسپانیایی: Juan Pablo Montes‎؛ زادهٔ ۲۶ اکتبر ۱۹۸۵) یک بازیکن فوتبال اهل هندوراس است.
وی همچنین در تیم ملی فوتبال هندوراس بازی کرده‌است